# Deborah Harkness

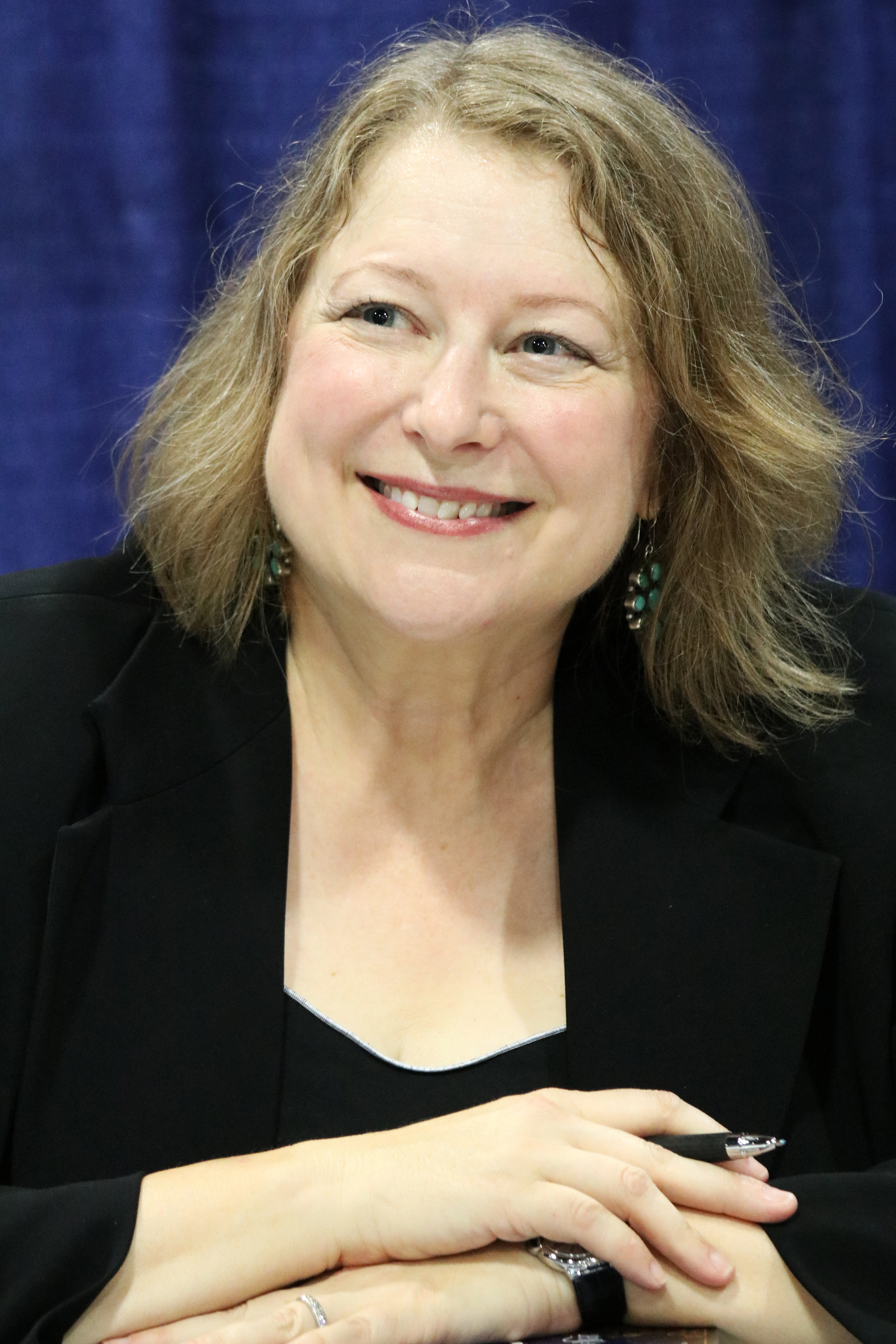
Harkness beim National Book Festival (2018)

Deborah Harkness (* 1965 in Philadelphia, Pennsylvania) ist eine US-amerikanische Wissenschaftshistorikerin, Schriftstellerin und Weinliebhaberin. Sie ist bekannt als Historikerin und Romanautorin der „All Souls“-Trilogie.

## Leben
Harkness wurde 1965 geboren und wuchs in der Nähe von Philadelphia, Pennsylvania, als Tochter eines in Amerika geborenen Vaters und einer in Großbritannien geborenen Mutter auf. Sie ist Absolventin des Mount Holyoke College (B.A., 1986), der Northwestern University (M.A., 1990) und der University of California, Davis (Ph.D., 1994). Harkness studierte auch auswärts an der University of Oxford. Sie ist eine angesehene Wissenschafts- und Medizinhistorikerin.
Harkness lebt in Südkalifornien, wo sie auch lehrt.

## Karriere
Harkness ist Professorin in Geschichte und lehrt Europäische Geschichte und Wissenschaftsgeschichte an der University of Southern California. Sie hat zwei Fachbücher publiziert, John Dee's Conversations with Angels: Cabala, Alchemy and the End of Nature (1999) und The Jewel House: Elizabethan London and the Scientific Revolution (2007).

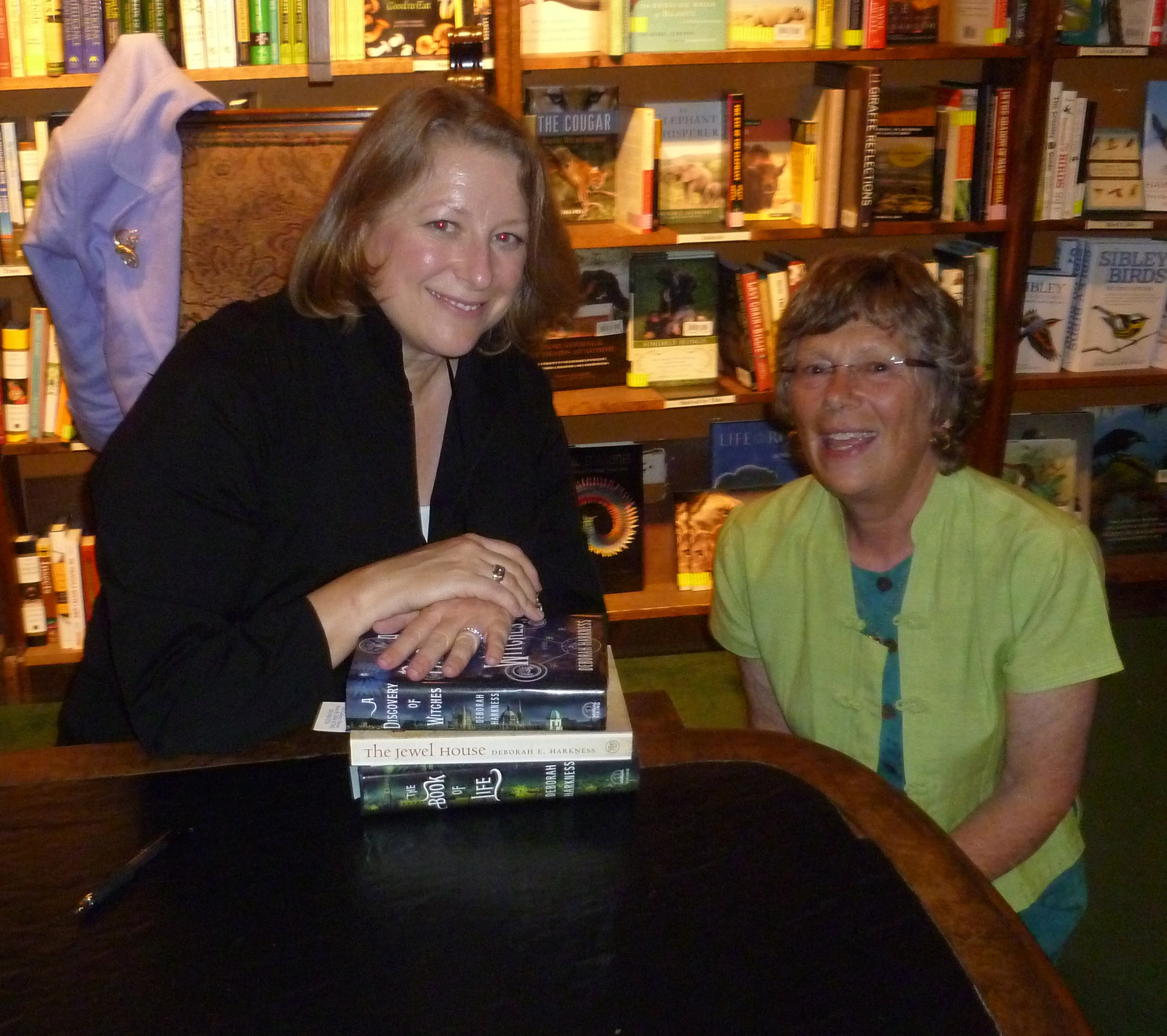
Harkness bei einer Autogrammstunde (2014)

Im Jahr 2011 veröffentlichte Harkness ihren ersten historischen Roman A Discovery of Witches der „All Souls“-Trilogie. Der Roman erzählt die Geschichte einer modernen Hexe, die unbeabsichtigt auf ein antikes verzaubertes Manuskript in der Bodleian Library der Oxford University stößt, und dadurch die unwillkommene Bekanntschaft mit einer Schar magischer Kreaturen macht, die unter Menschen leben, einschließlich anderer Hexen, Dämonen und eines 1500 Jahre alten französischen Vampirs. Der Roman debütierte auf Platz 2 der New York Times Bestseller-Hardcover-Fiction-Liste und wurde in mindestens 34 Ländern verkauft. Das inzwischen verfilmte Buch wurde von den San Antonio Express-News als „ein anspruchsvolles Märchen für Erwachsene“ bezeichnet. Der zweite Roman der Reihe, Shadow of Night, wurde ein Jahr später veröffentlicht und wurde ein Nummer Eins-Erfolg auf der Bestsellerliste der New York Times. Der dritte Roman der Reihe heißt The Book of Life und wurde im Jahr 2014 veröffentlicht.

## Werke

### Romane
„All Souls“-Trilogie
- Die Seelen der Nacht. 1. Auflage. Blanvalet, München 2011, ISBN 978-3-7645-0391-8, S. 799 (amerikanisches Englisch: A Discovery of Witches. Übersetzt von Christoph Göhler).
- Wo die Nacht beginnt. 1. Auflage. Blanvalet, München 2013, ISBN 978-3-7645-0467-0, S. 796 (amerikanisches Englisch: Shadow of Night. Übersetzt von Christoph Göhler).
- Das Buch der Nacht. 1. Auflage. Blanvalet, München 2015, ISBN 978-3-7645-0527-1, S. 764 (amerikanisches Englisch: The Book of Life. Übersetzt von Christoph Göhler).

Begleitbücher zur Trilogie
- The All Souls Real-Time Reading Companion. Hachette, UK 2015, ISBN 978-3-7645-0527-1, S. 80 (amerikanisches Englisch, eingeschränkte Vorschau in der Google-Buchsuche).
- The World of All Souls: A Complete Guide to A Discovery of Witches, Shadow of Night, and the Book of Life. Penguin, 2018, S. 496 (amerikanisches Englisch, eingeschränkte Vorschau in der Google-Buchsuche).

Sequel zur Trilogie
- Bis ans Ende der Ewigkeit. Blanvalet, München 2019, ISBN 978-3-7645-0610-0, S. 575 (amerikanisches Englisch: Time's Convert. Übersetzt von Christoph Göhler).

### Fachbücher
- John Dee's Conversations with Angels: Cabala, Alchemy, and the End of Nature. Cambridge University Press, Cambridge, U.K. 1999, ISBN 0-521-62228-X (eingeschränkte Vorschau in der Google-Buchsuche).
- Deborah E. Harkness: The Jewel house of art and nature: Elizabethan London and the social foundations of the scientific revolution. Yale University Press, New Haven 2007, ISBN 978-0-300-11196-5 (eingeschränkte Vorschau in der Google-Buchsuche).

### Fachartikel
- Deborah E. Harkness: A view from the streets: women and medical work in Elizabethan London. In: Bulletin of the History of Medicine. Band 82, Nr. 1. Johns Hopkins University, 2008, S. 52–85, doi:10.1353/bhm.2008.0001.

## Auszeichnungen
Sie hat Auszeichnungen, Preise und Ehrenmitgliedschaften erhalten.